# 金色のライオン (岡林信康のアルバム)
『金色のライオン』（きんいろのらいおん）は、岡林信康が1973年11月21日にCBS・ソニー移籍後初めて発表したスタジオ・アルバム。

## 解説
レコーディングのきっかけは、友人の高木元照が1973年8月、当時住んでいた京都の岡林宅に行った際に、岡林から「最近こんな歌作ったんや」とギターで聞かせてくれた歌をカセットに録り、東京に帰って松本隆に聞かせたところ、松本が乗り気になって「ぜひレコーディングしよう」と言い出し、岡林の希望も相まってレコーディングすることとなった。
それまでの自分が虚勢を張り無理を重ねてきたかを自己分析して、深層心理に眠っていたアクを表出させようと、ボブ・ディラン的手法を消化して岡林流に試みたアルバム。
9月になると農繁期で岡林が忙しくなるというので、8月28〜30日の3日（最後の30日はトラック・ダウン）で作られた。
「岡林の歌を聴いてほしいという気持ちが強く、岡林自身も歌は一発でやりたいと望んだため、全部演奏と同時録音です」と高木が言うように、ほとんどがスタジオ・ライヴ的一発録りで、わずか三日間で完成。

## 収録曲
全作詞・作曲：岡林信康

### Side A
1. あの娘と遠くまで  –  (4:34)
2. 君の胸で  –  (3:17)
3. まるで男のように  –  (6:38)
4. ホビット  –  (7:27)
  - 米軍基地の反戦的な兵士が出入りする喫茶店を岩国に作りたいと、その喫茶店の名前が「ホビット」で、この喫茶店を作る大工工事に岡林も参加している。今でも当時作った椅子が店内にあるという[4]。
  - 「友よ」などの岡林の曲が左翼的運動のデモの行進曲になったり、岡林がそのシンボルみたいになったことが嫌で苦しんだ経験からできた曲。政治というものでは何も解決しないと思ったから、人と自然の関係を考えるために田舎で暮らし始めたが、政治的シンボルに祭り上げられた記憶は残っており、引きずってる中、ある晩そのことに葛藤してる夢を見た。そのことが歌の元になっている[4]。
  - 夢は長いので、ラップ的になり、ボブ・ディランの「サブタレニアン・ホームシック・ブルース」「追憶のハイウェイ61」「マギーズ・ファーム」を参考に作られている[4]。
  - 当初は「追憶の国道六十九号線」というタイトルだった[5]。
5. ユダヤの英雄盗賊バラバ  –  (3:15)

### Side B
1. 黒いカモシカ  –  (7:17)
2. 見捨てられたサラブレッド  –  (6:04)
3. どうして二人はこうなるの  –  (2:44)
4. 金色のライオン  –  (4:53)
5. 26ばんめの秋  –  (4:24)
  - このアルバムの中で、一番目にできた曲[4]。

## レコーディング・メンバー
「詩のわかる音楽家だから、プロデューサーは松本隆に頼もう」となった。
岡林の「ボブ・ディランの『ジョン・ウェズリー・ハーディング』みたいな感じに作りたい」との意向を反映して、ウエスト・コースト・サウンド志向の演奏者を、松本隆が集めた。

### ミュージシャン
- 唄、ギター  –  岡林信康
- ギター  –  伊藤銀次（ココナツ・バンク）
- ベース・ギター  –  後藤次利（新六文銭）
- キーボード  –  矢野誠（ムーンライダーズ）[6]
- 鈴木紙
- 助川健
- ドラム  –  松本隆

### スタッフ
- 制作  –  高木元照（如月音楽一家社長）
- プロデュース  –  松本隆
- ディレクター  –  前田仁
- エンジニア  –  前島裕一
- 写真撮影  –  川仁忍

## 発売履歴
| 発売日         | レーベル             | 規格                 | 規格品番  | 備考                                                                    |
| -------------- | -------------------- | -------------------- | --------- | ----------------------------------------------------------------------- |
| 1973年11月21日 | CBS・ソニー          | LP                   | SOLL 52   |                                                                         |
| 1990年9月15日  | ソニー・ミュージック | CD                   | CSCL 1249 | CD選書シリーズ。初CD化。                                                |
| 2006年4月5日   | GT music             | CD                   | MHCL 764  | “70's FOLK 8選”シリーズ。2006年デジタルリマスター盤、紙ジャケット仕様。 |
| 2012年10月1日  |                      | デジタルダウンロード |           | AAC-LC 320kbps                                                          |